# 斯坦利 (北卡羅萊納州)
斯坦利（英語：Stanley）是一個位於美國北卡羅萊納州加斯頓縣的城鎮。

## 人口
根據2020年美國人口普查的數據，斯坦利的面積為7.02平方千米，當中陸地面積為6.98平方千米，而水域面積為0.04平方千米。當地共有人口3963人，而人口密度為每平方千米565人。